# Buick Serie D-Six
La Serie D-Six è un'autovettura mid-size prodotta dalla Buick dal 1916 al 1917. Nel 1918 al modello subentrarono le Serie E-Six, Serie H-Six, Serie K-Six e Serie 21-Six. Nel 1922 a questi modelli successero invece le Serie 22-Six e Serie 23-Six e Serie 24-Six. Tutte queste vetture erano legate tra loro ed erano dotate di un motore a sei cilindri. Omologa a questa serie fu la D-Four, che era invece contraddistinta da un propulsore a quattro cilindri.  

## Storia

### Serie D-Six (1916-1917)
La nuova serie di modelli era equipaggiata da un motore a sei cilindri da 3.687 cm³ di cilindrata che erogava 45 CV di potenza. Le vetture erano disponibili in versione roadster (la D-44), torpedo (D-45), coupé (D-46) e berlina (D-47), che erano contraddistinte dal medesimo passo. Il loro aspetto era simile a quello di due modelli più grandi, la D-54 e la D-55.
In totale furono assemblati 119.483 esemplari, di cui 99.189 furono torpedo. Quest'ultima versione fu quindi di gran lunga la più comune. 

### Serie E-Six, H-Six, K-Six e 21-Six (1918–1921)
Nel 1918 la Serie D-Six fu sostituita dalla E-Six. Il nuovo modello aveva un motore più grande che aveva una cilindrata 3.966 cm³ e che erogava una potenza di 60 CV. Nel 1919 il modello fu rinominato H-Six. A parte questo, i cambiamenti furono minimi. Nei due anni successivi il modello subì la stessa sorte e fu rinominato prima K-Six e poi 21-Six. I dati produttivi assommarono a 89.925 esemplari nel 1918, a 66.997 nel 1919, a 140.000 nel 1920 e a 57.532 nel 1921.

### Serie 22-Six e 23-Six (1922–1923)
Nel 1922 furono introdotti tre nuovi modelli, la berlina (la 22-50L), la roadster (22-54) e la torpedo (22-55). Nel 1923 furono introdotte la limousine ed una nuova versione della berlina. Nel 1922, in totale, ne furono realizzati 73.307 esemplari, mentre nel 1923 le unità prodotte furono 112.258. 

### Serie 24-Six (1924)
Nel 1924 fu apportata una revisione dei modelli. Il passo fu allungato ed il motore venne ingrandito a 4.178 cm³. Questo propulsore ora erogava 70 CV. I cambiamenti stilistici furono minimi. La gamma venne completata con altre versioni.
In totale ne furono prodotti 132.325 esemplari. La serie fu poi sostituita dalla Master Six